# Полтергейст: Наследие (2 сезон)
Ниже представлен список серий 2-го сезона сериала «Полтергейст: Наследие». 2-й сезон состоял из 22-х серий. Во 2-м сезоне появился новый персонаж — Уильям Слоан, глава верховного Дома «Наследия».
Премьера сезона в США состоялась 9 марта 1997 года на одном из каналов кабельного оператора The Showtime Network. В России премьера состоялась 4 августа 1997 года на федеральном канале ОРТ. Канал транслировал не все серии в том порядке, в каком они были сняты и показаны в США, что приводило к смысловой путанице. В серии «В ловушке» («Trapped») было рассказано, как Уильям Слоан решает спасти Дерека Рейна и вместо него уходит в адский портал. Но после этого канал ОРТ показал серию «Не будите спящих демонов» («Let Sleeping Demons Lie»), где Уильям Слоан ещё находится в этом мире. Серия «Выбор» («The Choice»), в которой Рейчел Кориган решает вместе со своей дочерью покинуть «Наследие», должна быть последней в сезоне, но канал ОРТ показал её до последней серии, где Рейчел вместе с остальными спасает Уильяма Слоана. Сезон в США открывала серия «Новый страж» («The New Guard»), где появлялся новый персонаж — Уильям Слоан. Канал ОРТ показал эту серию после показа серии «Черная вдова» («Black Widow»).
В серии «Ворующий души» («The Spirit Thief») нас знакомят с сестрой Александры Моро, Таней. Её сыграла сводная сестра самой Робби Чонг, Рэй Дон Чонг (Rae Dawn Chong)

## Сезон 2 (1997)
| № общий | № в сезоне | Название                                             | Режиссёр        | Автор сценария   | | Дата премьеры    |                   |
| --- | ---------- | ---------------------------------------------------- | --------------- | ---------------- | --- | ---------------- | ----------------- |
| 23 | 1          | «Новый страж» «The New Guard»                        | Майкл Кейч      | Майкл Садовски   | Алан Франц (доктор), Констанс Барнс (медсестра кареты скорой помощи), Эрик Кинлейсайд (Мистер Броурд), Мими Кьюзик (Доктор Мэри Элкотт), Роман Подора (шериф), Нэнси Сивак (медсестра), Колин Лоуренс (парамедик),                                                           | 9 марта, 1997    | 11 августа, 1997  |
| Дерек пытался застрелиться после того, как попал в маленький городок, где должен был встретиться с репортёром местной газеты. Пока глава сан-францисского дома находится в коме, из лондонского дома «Наследия» приезжает Уильям Слоан, глава верховного дома. Ему удается обнаружить источник зла в городе — врача, которая отравляла своими миазмами людей и они становились лишь бесчувственными марионетками. |            |                                                      |                 |                  | |                  |                   |
| 24 | 2          | «Чёрная вдова» «Black Widow»                         | Джеймс Кэпп     | Алан Истман      | Дайан ДиЛэссио (Карен Морган), Дин Рой (минёр), Карла Вайт (Изабелла), Тимоти Уэббер (шериф), Кен Робертс (священник), Рассел Портер (Джек), Шейн Келли (заместитель Шелдона), Питер Флемминг (юноша), Джордан Бейн (Джулия Уокер), Рассел Ферье (Тед), Таня Рейчерт (Салли) | 9 марта, 1997    | 4 августа, 1997   |
| Рейчел узнаёт о гибели одного из своих пациентов. Обстоятельства его гибели заинтересовывают и сан-францисский дом. Они выезжают в маленький городок, чтобы расследовать это дело. Ник знакомится в городке с официанткой Карен и влюбляется в неё. Члены сан-францисского дома выясняют, что Карен — суккуб, который питается жизненными силами молодых мужчин, вступая с ними в половую связь, чтобы остаться бессмертным. Карен тоже влюбляется в Ника и предлагает ему свою силу. |            |                                                      |                 |                  | |                  |                   |
| 25 | 3          | «Туши свет» «Lights Out!»                            | Уильям Блейч    | Рэфэл Зилински   | Хэген Беггс (Фредерик, мажордом), Дэниел Дж. Траванти (уильям Слоан, глава верховного дома), Дэррил Квон (посыльный) | 14 марта, 1997   | 18 августа, 1997  |
| В сан-францисский дом доставляют посылку для Слоана. В посылке обнаруживаются старые вещи разных веков, связанные с гибелью членов «Наследия». В ящике же находились души перешедших на сторону тьмы Кавендишей, которые представляли собой огоньки. Они нападали стаей и убивали жертву. |            |                                                      |                 |                  | |                  |                   |
| 26 | 4          | «Ворующий души» «The Spirit Thief»                   | Уильям Блейч    | Алан Истман      | Тельма Гибсон (бабушка Роуз), Марси Меллиш (Анна Жанно), Луан Дэвидсон (Наоми Саба), Рей Дан Чонг (Таня Моро, сестра Алекс), Роберт Уиздом (Даниэль Ювара), Нейл Денис (больной мальчик)                                                                                     | 21 марта, 1997   | 8 сентября, 1997  |
| Таня, сестра Алекс Моро, приезжает в Сан-Франциско вместе с колдуном Даниэлем Юварой. Алекс встречается с сестрой и та дарит ей специальный кувшин, через который Ювара начинает воздействовать на Алекс. Его главная цель — привлечь Алекс из-за её особых способностей к «лечению» больных с помощью заточенных в специальный ритуальный сосуд душ убитых им девушек. |            |                                                      |                 |                  | |                  |                   |
| 27 | 5          | «Подарок» «The Gift»                                 | Гарри Шерман    | Майкл Робисон    | Чад Кроучук (Коннор), Джон Новак (Патрик) | 28 марта, 1997   | 15 сентября, 1997 |
| На Рождество Рейчел и её дочь Кэт проводят в доме «Наследия». Кэт находит под ёлкой подарок, который, оказывается, подарил ей её отец. В доме появляется призрак брата Кэт — Коннора. Ему скучно в ином мире и он решает забрать Кэт с собой. Кэт, обиженная на мать за то, что та поцеловалась с Дереком, решает уйти к брату и своему отцу. |            |                                                      |                 |                  | |                  |                   |
| 28 | 6          | «Трансференция» «Transference»                       | Джейм Кэпп      | Брэд Тёрнер      | Патрик Кейтинг, Элли Нарви (Мэри Пастор), Натаниель Дево (Др. Арнольд), Ким Коутс (Стивен Ромеро), Том Батлер (Фрэнк Кармак), Андре Бенджамин (I) (Ордерли), Аллан Чинук | 4 апреля, 1997   | 22 сентября, 1997 |
| Рейчел становится объектом преследования её бывшего пациента Стивена Ромеро. Она излечила его от страха смерти так хорошо, что Ромеро полюбил смерть во всех её проявлениях и стал убивать людей, за что попал в лечебницу для душевнобольных. Спустя 7 лет пребывания в лечебнице, он сбегает оттуда, переходит в иной мир, и начинает лелеять мысль забрать в иной мир Рейчел. |            |                                                      |                 |                  | |                  |                   |
| 29 | 7          | «Темный ангел» «Dark Angel»                          | Майкл Кейч      | Роберт Мазелло   | Джон Паркер, Глайнис Дейвис (Кора), Майрон Нэтвик (брат Брендан), Мередит Сэленджер (Эмма Скотт), Дэвид Фокс (Др. Преториус) | 11 апреля, 1997  | 13 октября, 1997  |
| Ник привозит в сан-францисский дом молодую девушку, Эмму, которая убеждает всех, что её преследует негодяй. За Эммой приезжает врач психбольницы, в которой содержится Эмма — доктор Преториус. На самом деле он — демон тьмы, который пришел забрать душу Эммы. Эмма ненавидела свою сестру Кору и пожелала отдать свою душу за то, чтобы сестра умерла. Силы тьмы выполнили её желание, и пришли потребовать оплату за неё. |            |                                                      |                 |                  | |                  |                   |
| 30 | 8          | «На волоске от смерти» «Lives in the Balance»        | Грэм Линч       | Гарнер Симонс    | Джонатан Скарф (Лукас), Эрни Джексон (сиделка), Дон Маккэй (Др. Рислинг), Майкл Ст. Джон Смит (Джекоб Кэйбл), Камилла Митчелл (сестра Ингрид), Энджела Мур (Мисс Стюарт), Уолли Далтон (Джастин Марли)                                                                       | 18 апреля, 1997  | 20 октября, 1997  |
| Дерек получает урну с прахом своей бывшей возлюбленной Лоры. А затем в сан-францисском доме появляется молодой человек, который представляется Лукасом, сыном Лоры и Дерека. Чтобы лучше узнать друг друга, Дерек и Лукас отправляются на байдарке вниз по реке. Оставшиеся члены сан-францисского дома выясняют, что Лукас не только не сын Дерека, он даже не человек — существо, посланное Тьмой, чтобы разрушить «Наследие» изнутри. |            |                                                      |                 |                  | |                  |                   |
| 31 | 9          | «Дикий зверь» «Rough Beast»                          | Гарнер Симмонс  | Дэвид Тэнан      | Чилтон Крейн, Дженнифер Олни, Грег Ньюмейер, Марк Бор, Оуэн Уолстром, Лора Харрис | 25 апреля, 1997  | 27 октября, 1997  |
| Рейчел сталкивается с необычным случаем психического расстройства у своей пациентке, Трейси — ей постоянно снятся кошмары о волке, который пытается разорвать Трейси и её мать. И в то же время в округе начинают происходить странные случаи убийства людей, на которых нападает дикий зверь и разрывает им горло. В сан-францисском доме предполагают, что эти убийства совершает люпан — получеловек-полузверь. И начались эти убийства после того, как Трейси со своей матерью переехала в Сан-Франциско. |            |                                                      |                 |                  | |                  |                   |
| 32 | 10         | «Выкуп» «Ransom»                                     | Алан Истман     | Крис Блейк       | Стефан Арнгрим, Лори Хэллир, Камилла Митчелл, Марта Генри, Адриенн Картер | 2 мая, 1997      | 3 ноября, 1997    |
| Члены монреальского Дома «Наследия» похищают сестру Дерека, Ингрид, и «кровавую чашу», чтобы провести ритуал жертвоприношения и получить бессмертие и непобедимость. Для помощи сан-францисскому Дому в поисках Ингрид приезжает Слоан, глава верховного Дома. Анжелин, глава монреальского Дома, и Дерек когда-то были очень близки, но потом расстались и теперь Анжелин хочет решить две проблемы — отомстить Дереку и стать бессмертной. |            |                                                      |                 |                  | |                  |                   |
| 33 | 11         | «Найти Рихтера» «Finding Richter»                    | Майкл Робинсон  | Гарнер Симмонс   | Майкл Фостер, Мэри Стиллин, Брент Стейт, Грэхэм Грин, Бренда Макдональд | 9 мая, 1997      | 17 ноября, 1997   |
| Сан-францисский дом занимается расследованием убийств священников различных конфессий, произошедших недавно, в разных частях света. Ник находит у себя в комнате фотографию, где он снят вместе с его прежним командиром Рихтером. Рядом с фотографией он находит пулю для снайперской винтовки. Ник, поняв, что все убийства священников — дело рук Рихтера, отправляется на его поиски. Он узнаёт, что Рихтер стал служить некоему безымянному богу, который может вызывать с того света людей, и теперь призраки его бывших товарищей по отряду морских котиков выполняют все приказы своего командира Рихтера. |            |                                                      |                 |                  | |                  |                   |
| 34 | 12         | «Раскаяние» «Repentance»                             | Пол Линч        | Майк Берман      | Том Батлер, Мигель Фернандес, Френч Тикнер | 23 мая, 1997     | 24 ноября, 1997   |
| Отец Филипп, нарушив тайну исповеди, сообщил в полицию об убийствах маньяка Эрика Рейвенвуда и тот попал в газовую камеру. Но вернувшись с того света, Рейвенвуд начинает требовать от Филиппа отпустить ему грехи, чтобы спастись от ада. Чтобы совладать со злым духом, Филипп помещает душу Рейвенвуда в своё тело, но теряет над собой контроль. Теперь Рейвенвуд в теле Филиппа готов вновь и вновь убивать. |            |                                                      |                 |                  | |                  |                   |
| 35 | 13         | «Маяк дьявола» «The Devil’s Lighthouse»              | Грэм Линч       | Роберт Мазелло   | Ян Трейси, Джой Когхилл, Кристал Бабл, Себастьян Спенс, Джиллиан Барбер, Роджер Барнс, Скотт Викариус | 30 мая, 1997     | 29 декабря, 1997  |
| Члены сан-францисского дома отправляются в маленький приморский городок, где на берегу стоит заброшенный маяк, закрытый много лет назад. Но смотритель лодочной станции видел свет прожекторов время от времени на маяке. Здесь же, на маяке недавно пропал мальчик-подросток, а его подруга ослепла после этого. Полвека назад ночью у берегов разбился корабль, и вся команда погибла, из-за того, что смотритель погасил маяк, разъяренная толпа линчевала смотрителя Ноа Уилкинса, но его душа осталась на маяке. Всякого, кто осмеливался подняться на маяк, Уилкинс затягивал в прожектор. |            |                                                      |                 |                  | |                  |                   |
| 36 | 14         | «Колыбельная» «Lullaby»                              | Уильям Фрует    | Джон Мартин      | Аландра, Шаннон Бьюти, Синди Хармон, Энтони Харрисон, Карли Маккиллип, Алекса Мардон, Бетти Филипс, Тед Симонетт, Зое Страйд, Джейн Соуэрби, Ребекка Тулан | 13 июня, 1997    | 8 декабря, 1997   |
| Играя с подружками в «доску Исиды», Кэт случайно вызывает призрак женщины, которая начинает похищать одну за другой подружек Кэт. Члены сан-францисского дома выясняют, что это призрак Элис Бёрк, которую много лет назад посадили в тюрьму за проституцию, а её дочь отдали в приют. Элис умерла в тюрьме, так и не увидев свою дочь Селинду, и теперь призрак Элис вернулся, чтобы отыскать свою дочь. Алекс и Нику удается найти Селинду и они помогают ей воссоединиться с матерью. |            |                                                      |                 |                  | |                  |                   |
| 37 | 15         | «Безмолвная помощница» «Silent Partner»              | Брентон Спенсер | Билл Блейч       | Кэтрин Моррис (Лора/Элизабет), Тамсин Келси (Маргарет), Нил Випонд (Бенджамин), Лоуренс Дэйн (Нед Грегсон), Том Шортхаус (Гарри Дженкинс), Энтони Харрисон (Джордж Вуд) | 20 июня, 1997    | 15 декабря, 1997  |
| Ник и Дерек становятся свидетелями, как на спиритическом сеансе в медиума — глухую девушку по имени Лора, вселилась некая сущность, которая назвала себя Элизабет. Члены сан-францисского дома выясняют, что полвека назад в доме, в котором сейчас поселилась Лора со своей сестрой Маргарет, жила семейная пара — муж-банкир и его красавица жена Элизабет, спустя два года их брака Элизабет умерла. По полицейским отчётам она покончила жизнь самоубийством. Но на самом деле Элизабет была убита своим мужем, а его друзья, среди которых был полицейский, помогли ему замести следы. Теперь дух Элизабет вернулся, и в теле Лоры начал мстить за свою смерть. |            |                                                      |                 |                  | |                  |                   |
| 38 | 16         | «Уйти от тени» «Shadow Fall»                         | Алан Истман     | Стив Де Джарнетт | Райн Кент (Дэвид), Марго Кэйн (Фиона), Флойд Уэстермен (Эзикиял), Флойд Фейркрест (Дух тени), Форбс Энгус (Рэйбёрн), Тайлер Лэбин (Скинхед) | 27 июня, 1997    | 22 декабря, 1997  |
| Рейчел становится свидетельницей того, как некая сущность вначале нападает на директора школы, который отчитывал ученика школы — Дэвида, мальчика-индейца, а затем на детектива, который пришел арестовать Дэвида за нападение на директора школы. Узнав об этом, Дерек решает перевезти Дэвида в сан-францисский дом, чтобы понять причину одержимости мальчика. Члены дома выясняют, что Дэвид родился слабым и болезненным, и шаман племени призвал из мира духов «Дух Тени», который должен был оберегать мальчика. Сила «Духа тени» все возрастала, он начал овладевать душой мальчика и нападать на тех людей, которые чем-то угрожали ему. |            |                                                      |                 |                  | |                  |                   |
| 39 | 17         | «Духовное око/ Всевидящее око» «Mind’s Eye»          | Кен Джиротти    | Джеймс Джей      | Морис Годин (Джефри Старр), Сьюзан Хоган (Мишель Хот), Джесси Мосс (Питер), Оушен Хеллман (Сандра), Стив Гриффит (Виктор), Кен Кирзингер | 4 июля, 1997     | 12 января, 1998   |
| «Наследие» разоблачает мошенника Джефри Старра, который выдавал себя за экстрасенса. Но попав в тюрьму, Джефри получает удар по голове и действительно приобретает способность видеть прошлое и будущее. Тем временем сан-францисский дом пытается понять причину появления привидения в доме, который недавно купила одинокая мать после развода. Не без помощи Старра «Наследию» удается выяснить, что прежде в доме проживала семейная пара — Сандра и Виктор. Поняв, что Виктор женился на ней по расчёту, Сандра зарезала своего мужа и застрелилась. А труп Виктора так и находился в доме, не позволяя душе Сандре покинуть этот дом. |            |                                                      |                 |                  | |                  |                   |
| 40 | 18         | «Страх» «Fear»                                       | Алан Истман     | Марк Штерн       | Майкл Саразин (Пейтон), Розмари Дансмор (Эмили), Сара Стрейндж (Сюзи), Шерил Уилсон (Джанет) | 18 июля, 1997    | 26 января, 1998   |
| От своей знакомой, психиатра, Рейчел узнаёт о случаях самоубийстве в психиатрической клинике, и решает сама попасть в эту клинику в качестве пациентки. Она выясняет, что главврач больницы — Пейтон, используя самые сильные страхи своих пациентов, доводит их до самоубийства. В записках священника члены сан-францисского дома находят информацию, о демоне, который питается страхом людей. Чтобы одолеть его, нужно принять свой страх и перестать бояться. Дерек пробирается в психбольницу и помогает Рейчел одолеть Пейтона — демона страха. |            |                                                      |                 |                  | |                  |                   |
| 41 | 19         | «Тот, кто меня бережёт» «Someone to Watch Over Me»   | Брентон Спенсер | Роберт Мазелло   | Луис Вэленс (Сирена Крофт), Роберт Визден (Джеймс Донлон), Аллан Лайселл (Спенсер Крофт), Золтан Бадей, Фреда Перри (Моника) | 25 июля, 1997    | 9 февраля, 1998   |
| Ночью Дерек получает звонок от своего друга Спенсера Крофта, но когда он перезванивает домой Крофту, то узнаёт, что тот умер ещё день назад — утонул в бассейне собственного дома. Дерек приезжает в дом Крофта, чтобы выяснить обстоятельства смерти друга. Уильям Слоан тоже участвует в расследовании. Дереку удается перевести дневник Крофта и он узнаёт из него, что будучи в Греции Крофт нашел бассейн, который построил Александр Македонский, чтобы иметь возможности избежать смерти. Этот бассейн являлся порталом между жизнью и смертью. Жена Крофта, Сирена была больна неизлечимой болезнью и, чтобы спасти её от смерти, Крофт построил такой же бассейн во дворе своего дома и заплатил своей жизнью за это. |            |                                                      |                 |                  | |                  |                   |
| 42 | 20         | «Не будите спящих демонов» «Let Sleeping Demons Lie» | Гари Шерман     | Стивен Дж. Фике  | Джон Пайпер-Фергюсон (барон де Рей), Стивен Э. Миллер (капитан Смит), Пэти Ломбард (Патрисия Слоан), Митчелл Костерман (пилот самолёта), Зук Метьюс (местный житель) | 3 августа, 1997  | 30 марта, 1998    |
| Самолёт с Уильямом Слоаном падает где-то в горах. Дерек уверен, что Слоан жив, потому что у него установилась с ним экстрасенсорная связь. Вместе с Алекс, Рейчел и Ником он отправляется на поиски Слоана. Между тем Слоан попадает в плен к духу барона де Рея, чьи останки Слоан вез в самолёте. Барон был обвинен в том, что заключил сделку с дьяволом и был казнен. Но перед этим его долго пытали, и теперь он хочет провести через все свои мучения Слоана, поскольку считает, что Слоан и есть тот, кто его пытал тогда, поскольку он носит на руке кольцо с буквой «Н», как и глава его мучителей. Спасательной операции удается найти разбившийся самолёт и спасти Слоана. |            |                                                      |                 |                  | |                  |                   |
| 43 | 21         | «В ловушке» «Trapped»                                | Грэм Линч       | Майкл Садовски   | TBA | 10 августа, 1997 | 16 февраля, 1998  |
| Клип-шоу. Дерека одолевают видения о первой гробнице, которую он нашел вместе со своим отцом. Он решает проверить эту гробницу. Но во время работы с ней в дом ударяет молния и попадает в гробницу. Силы зла вырываются из неё и вселяются в тело Дерека. Он решает собрать все гробницы и открыть адский портал. Тем временем в сан-францисский дом приезжает Уильям Слоан, глава верховного дома, и Ник Бойл. Увидев, что в доме нет света, и все вещи перевернуты, они решают, что какой-то враг «Наследия» напал на дом. Дерек хочет принести Алекс в жертву, но ей удается освободиться. Тогда Дереку удается захватить Слоана, и он собирается принести в жертву его. Понимая, что у него нет другого пути, Слоан предлагает злому духу переместиться в его тело, поскольку так он сможет стать главой всей организации, а затем уходит в адский портал навсегда. |            |                                                      |                 |                  | |                  |                   |
| 44 | 22         | «Выбор» «The Choice»                                 | Майкл Робисон   | Дэвид Тинен      | TBA | 17 августа, 1997 | 2 марта, 1998     |
| Клип-шоу. Рейчел решает уйти из «Наследия», потому что боится за жизнь своей дочери. Но перед этим она хочет поговорить с Дереком. Но он вместе с Ником уехал на другой конец штата. Узнав о том, что Рейчел хочет уйти из «Наследия», Дерек решает вернуться. Алекс пытается уговорить Рейчел остаться в «Наследии», объясняя ей, что только здесь она может быть в безопасности. Но Рейчел, уверенная, что Кэт грозит опасность, если она останется в организации, не только не меняет своего решения, но уговаривает Алекс тоже покинуть «Наследие». Дерек, вернувшись вместе с Ником, предлагает Рейчел спросить Кэт, хотела ли она уйти вместе с матерью из сан-францисского дома. И Кэт помогает Рейчел выбрать верное решение. |            |                                                      |                 |                  | |                  |                   |